# Energy (canción de Keri Hilson)
«Energy» es una canción de la cantautora estadounidense Keri Hilson, de su álbum debut In A Perfect World.... Fue producido por The Runaways, grupo que consta con Louis Biancaniello, Sam Watters, Rico Love y Wayne Wilkins. Lanzado como el primer sencillo oficial el 26 de julio de 2008 en los Estados Unidos.

## Vídeo
Fue dirigido por Melina Matsoukas y producido por Wohn Winter, se estrenó el 14 de julio de 2008. Empieza con Keri entrenando en un ring de boxeo, junto con su entrenador. En diferentes tomas el entrenador (papel que toma el actor Christian Keyes) le hace insinuaciones románticas a Keri, así como también aparece en un apartamento con su novio. En el coro del vídeo Keri cuenta sobre es su vida tratando de arreglar la destrozada relación con su novio. Al final, todo el trato que le da a su novio empieza a dar frutos, para salvar su relación.

## Posiciones
| Listas (2008)                        | Posiciones |
| ------------------------------------ | ---------- |
| Australian Singles Chart             | 55         |
| Australian Urban Singles Chart       | 19         |
| New Zealand Singles Chart            | 2          |
| Swiss Singles Chart                  | 64         |
| U.S. Billboard Hot 100               | 78         |
| U.S. Billboard Hot R&B/Hip-Hop Songs | 21         |
| U.S. Billboard Hot Dance Club Play   | 12         |
| U.S. Billboard Pop 100               | 72         |